# الحزب الشيوعي الثوري

شبيبة الحزب الشيوعي الثوري في اشتباك مع الشرطة الأرجنتينية

الحزب الشيوعي الثوري هو حزب شيوعي في الأرجنتين. تأسس الحزب في عام 1968 اثر انشقاقه عن الحزب الشيوعي الأرجنتيني. يتبنى الحزب الماركسية اللينينية الماوية ويمتاز بعدد كبير من أعضائه وخصوصا من الشباب ويقوم بأعمال شغب دائمة ضد الحكومة الأرجنتينية ولايؤمن بالعمل السياسي البرلماني كحل نهائي بل يؤمن كبقية الأحزاب الماوية بضرورة تفتيت النظام وانهائه وبناء دولة جديدة، احتفل الحزب ب44 عاماً على إطلاقه في مهرجانات كبيرة.
يتهمه خصومه بالفوضوية بسبب أعمال الشغب التي يقوم بها دوما أنصاره الشباب، ويتميز براية ماوتسي تونغ وتشي جيفار التي تبقى مرفوعة في مظاهراتهم